# 井波耳介
井波耳介（学名：Aurila inabai）为半花介科耳介屬下的一个种。